# Пам'ятник Олені Телізі (Бабин Яр)
Пам'ятник Олені Телізі та її соратникам — скульптурна композиція, яка увічнює пам'ять про Олену Телігу та її соратників. Встановлений на території Національного історико-меморіального заповідника «Бабин Яр» у Києві.

## Відкриття
Церемонія урочистого відкриття пам'ятника Олені Телізі, видатній українській поетесі та громадській діячці, відбулася 25 лютого 2017 року. Участь у заході взяли: віцепрем'єр-міністр України Павло Розенко, Київський міський голова Віталій Кличко, міністр культури України Євген Нищук, Голова Українського інституту національної пам'яті Володимир В'ятрович, представники громадськості, молодь, чиновники та духовенство.
Освятив пам'ятник патріарх Київський і всієї Руси-України Святійший Філарет.
Автори скульптурної композиції: Олександра Рубан та Віктор Липовка. 
Пам'ятник був номінований на здобуття Національної премії імені Т. Г. Шевченка 2018 р. 

## Смерть Олени Теліги
Місце для пам'ятника було обрано тому, що за традицією, яка склалася ще в минулому столітті, місцем поховання Олени Теліги вважається Бабин Яр. У лютому 1942 року відбувались масові розстріли у Бабиному Яру і 21 лютого 1942 року прийнято вважати днем пам'яті Олени Теліги та інших членів ОУН, розстріляних нацистами в Бабиному Яру.
Проте точне місце смерті поетеси було невідомим навіть для найближчого оточення і Бабин Яр був лише однією із допустимих локацій.

## Вандалізм
О 22 годині 17 березня 2017 року невідомі облили червоною фарбою пам'ятник українській поетесі Олені Телізі. За кілька годин волонтери відновили вигляд пам'ятника.